# Hitoshi Morishita
Hitoshi Morishita (森下 仁志 Morishita Hitoshi?, nacido el 21 de septiembre de 1972 en Kainan, Wakayama) es un exfutbolista japonés. Jugaba de centrocampista y su último club fue el Júbilo Iwata de Japón.

## Trayectoria

### Clubes
| Club              | País  | Año         |
| ----------------- | ----- | ----------- |
| Gamba Osaka       | Japón | 1995 - 2001 |
| Consadole Sapporo | Japón | 2001 - 2003 |
| Júbilo Iwata      | Japón | 2004 - 2005 |